# Judith avec la tête d'Holopherne (Fontana, Niepołomice)
Pour les articles homonymes, voir Judith et Holopherne.
Judith avec la tête d'Holopherne est un tableau réalisé par la peintre italienne Lavinia Fontana entre 1590 et 1595. De format vertical, cette huile sur toile est une peinture religieuse qui illustre un épisode du Livre de Judith, dans l'Ancien Testament. Elle figure Judith en buste devant un fond sombre, avec la tête d'Holopherne dans sa main droite et l'épée avec laquelle elle l'a décapité dans l'autre main. Ses traits sont manifestement ceux de l'artiste elle-même, ce qui fait de l'œuvre un autoportrait. Achetée en 1976, elle fait partie des collections du musée national de Cracovie, à Cracovie, en Pologne. Elle se trouve au château de Niepołomice, à Niepołomice.